# Rain When I Die
Pistes de Dirt
Them Bones Down in a Hole
Rain When I Die est la troisième piste de l'album Dirt du groupe de grunge Alice in Chains. C'est l'une des rares chansons où la composition est écrite par tous les instrumentalistes du groupe et une des rares chansons de l'album qui ne traite pas la dépendance à l'héroïne.